# Urman
Urman (arab. عرمان) – miejscowość w Syrii, w muhafazie As-Suwajda. W 2004 roku liczyła 5735 mieszkańców.